# 飯島彰己
飯島 彰己（いいじま まさみ、1950年〈昭和25年〉9月23日 - ）は、日本の実業家。三井物産株式会社顧問、一般社団法人ロシアNIS貿易会会長。神奈川県逗子市出身。学位は経営学士（横浜国立大学・1974年）。栄典はロシア連邦友好勲章、イタリア共和国功労勲章グランデ・ウフィチャーレ章、旭日大綬章。

## 経歴
1950年9月23日に神奈川県横須賀市（現・逗子市）に生まれる。栄光学園中学校・高等学校、横浜国立大学経営学部経営学科卒業を経て、1974年に三井物産に入社。製鋼原料部部長、金属総括部部長等を経て、2006年に執行役員に就任。2009年に代表取締役社長に就任。2015年に三井物産代表取締役会長、日本経済団体連合会副会長に就任。2017年にロシア連邦友好勲章を受賞。2018年にイタリア共和国功労勲章グランデ・ウフィチャーレ章を受章。2021年に三井物産顧問、ロシアNIS貿易会会長に就任。2023年11月3日に秋の叙勲で旭日大綬章を受章。

## 人物
大学の同期に三井物産元副社長の岡田譲治がいる。

## 履歴

### 学歴・職歴
- 1969年（昭和44年）3月 - 栄光学園中学校・高等学校卒業。
- 1974年（昭和49年）3月 - 横浜国立大学経営学部経営学科卒業[1]。
- 1974年（昭和49年）4月 - 三井物産株式会社入社 大阪支店審査部審査第二課配属[6]。
- 1975年（昭和50年）4月 - 三井物産株式会社 大阪支店審査部審査第一課所属[6]。
- 1979年（昭和54年）1月 - 三井物産株式会社 製鋼原料部合金鉄第一営業室第二グループ所属[6]。
- 1979年（昭和54年）4月 - 三井物産株式会社 製鋼原料部合金鉄第一営業室第一グループ所属[6]。
- 1982年（昭和57年）9月 - 三井物産株式会社 製鋼原料部合金鉄第一営業室第二グループ所属[6]。
- 1990年（平成2年）10月 - MITSUI & CO. UK PLC出向 鉄鋼原料課課長[6]。
- 1996年（平成8年）5月 - 三井物産株式会社 鉄鋼原料本部製鋼原料部部長代理[6]。
- 1998年（平成10年）10月 - 三井物産株式会社 鉄鋼原料本部製鋼原料部部次長[6]。
- 2000年（平成12年）6月 - 三井物産株式会社 鉄鋼原料本部製鋼原料部部長[7]。
- 2004年（平成16年）4月 - 三井物産株式会社 金属総括部部長[7]。
- 2005年（平成17年）4月 - 三井物産株式会社 金属・エネルギー総括部部長[7]。
- 2006年（平成18年）4月 - 三井物産株式会社執行役員 鉄鋼原料・非鉄金属本部本部長[8]。
- 2007年（平成19年）4月 - 三井物産株式会社執行役員 金属資源本部本部長[9]。
- 2008年（平成20年）4月 - 三井物産株式会社常務執行役員 金属資源、エネルギー第一、エネルギー第二担当[7][10]。
- 2008年（平成20年）6月 - 三井物産株式会社代表取締役常務執行役員 金属資源、エネルギー第一、エネルギー第二担当[7][10]。
- 2008年（平成20年）10月 - 三井物産株式会社代表取締役専務執行役員 金属資源、エネルギー第一、エネルギー第二担当[11]。
- 2009年（平成21年）4月 - 三井物産株式会社代表取締役社長[12]。
- 2015年（平成27年）4月 - 三井物産株式会社代表取締役会長[13]。
- 2015年（平成27年）6月 - 一般社団法人日本経済団体連合会副会長[14]。
- 2016年（平成28年）6月 - 株式会社リコー社外取締役（現任）[15]。
- 2018年（平成30年）6月 - ソフトバンクグループ株式会社社外取締役（現任）[16]。
- 2019年（令和元年）6月 - 株式会社三越伊勢丹ホールディングス社外取締役（現任）[17]。
- 2019年（令和元年）6月 - 日本銀行参与（現任）[18]。
- 2020年（令和2年）4月 - 内閣府 民間資金等活用事業推進委員会委員長（現任）[19]。
- 2021年（令和3年）4月 - 三井物産株式会社取締役[20]。
- 2021年（令和3年）6月 - 一般社団法人ロシアNIS貿易会会長（現任）[21]。
- 2021年（令和3年）6月 - 三井物産株式会社顧問（現任）[20]。
- 2021年（令和3年）6月 - 武田薬品工業株式会社社外取締役 監査等委員（現任）[22]。

### 受賞・栄誉
- 2010年（平成20年）5月 - CCBJアワード・パーソン・オブ・ザ・イヤー2010（ブラジル日本商工会議所）[23]。
- 2015年（平成27年）12月 - アイゼンハワー賞（国際理解のためのビジネス協議会（英語版））[24]。
- 2017年（平成29年）6月 - ロシア連邦友好勲章（英語版）（ロシア連邦政府）[25]。
- 2018年（平成30年）2月 - イタリア共和国功労勲章グランデ・ウフィチャーレ章（イタリア共和国政府（英語版））[26]。
- 2023年（令和5年）11月 - 旭日大綬章（日本国政府）[27]。

## 現職
- 三井物産株式会社顧問
- 一般社団法人ロシアNIS貿易会会長[28]
- 一般社団法人日本貿易会顧問[29]
- 内閣府 民間資金等活用事業推進委員会委員長[30]
- 株式会社リコー社外取締役[31]
- 日本ベンチャーキャピタル株式会社社外取締役[32]
- ソフトバンクグループ株式会社社外取締役[33]
- 株式会社三越伊勢丹ホールディングス社外取締役[34]
- 武田薬品工業株式会社社外取締役 監査等委員[35]
- 日本ナレッジ・マネジメント学会評議員会議長[36]
- 日本銀行参与[37]
- 独立行政法人国際協力機構 経営諮問会議委員[38]

## テレビ出演
- 日経スペシャル カンブリア宮殿 世界で稼ぐ！何でも稼ぐ！変化に強い"起業家集団"（2013年9月5日、テレビ東京）- 当時、三井物産社長[39]。